# Interkontinentalt ballistisk missil
Ved et interkontinentalt ballistisk missil (ICBM) forstår man et ballistisk jord til jord-missil med en så stor rækkevidde, at det kan afsendes fra et kontinent, og ramme et mål på et andet kontinent. Et interkontinentalt missil er designet til at kunne medbringe et eller flere større nukleare sprænghoveder. I tilfælde af en atomkrig, ville størstedelen af atomvåbnenes ødelæggelse stamme fra disse missiler.
Alle fem nationer med fast sæde i FN's sikkerhedsråd (Frankrig, Kina, Rusland, Storbritannien og USA) har interkontinentale missiler. Indien er langt henne i udviklingen af et interkontinentalt missil.
Et interkontinentalt missil vil efter starten forlade jordens nedre atmosfære og tilbagelægge det meste af distancen i den øvre atmosfære, hvor luftmodstanden er minimal. På grund af det mindre brændstofforbrug har den dermed en meget længere rækkevidde end mellemdistanceraketter, der gennemflyver hele deres bane i den nedre atmosfære. Rækkevidden for interkontinentale ballistiske missiler ligger typisk fra omkring 5.000 km og opefter.

## Typer af interkontinentale missiler

### USA
- Landbaserede: (CGM-x affyres fra åbne stationære anlæg, HGM-x affyres udenfor deres raketsiloer, LGM-x affyres fra nedgravede raketsiloer, MGM-x affyres fra mobile ramper og UGM-x affyres fra neddykkede ubåde. xGM-x er mod mål på jordoverfladen og xSM-x er mod satellitter).
  - Atlas (SM-65, CGM-16) tidligere ICBM, raketten anvendes nu som løfteraket.
  - Titan I (SM-68, HGM-25A) Placeret i underjordiske affyringskomplekser
  - Titan II (SM-68B, LGM-25C) — tidligere ICBM affyret fra silo, raketten anvendes nu som løfteraket.
  - Minuteman I (SM-80, LGM-30A/B, HSM-80)
  - Minuteman II (LGM-30F)
  - Minuteman III (LGM-30G) — affyret fra silo — i november 2006 var der 500 Minuteman III missiler
  - LGM-118A Peacekeeper / MX (LGM-118A) — silo-baseret; udfaset
  - Midgetman (MGM-134) —mobil, dog aldrig opnået operationel status
  - Polaris A1, A2, A3 — (UGM-27/A/B/C) tidligere SLBM
  - Poseidon C3 — (UGM-73) tidligere SLBM
  - Trident — (UGM-93A/B) SLBM — Trident II (D5)
- Søbaserede[2]:
  - UGM-27A Polaris A-1
  - UGM-27B Polaris A-2
  - UGM-27C Polaris A-3
  - UGM-73 Poseidon C-3
  - UGM-93 Trident I C-4
  - UGM-133 Trident II D-5

### Sovjetunionen/Rusland
- Landbaserede:
  - MR-UR-100 Sotka / 15A15/ SS-17 Spanker
  - R-7 Semjorka / 8K71 / SS-6 Sapwood
  - R-9 Desna / SS-8 Sasin
  - R-16 SS-7 Saddler
  - R-36 SS-9 Scarp
  - R-36M2 Voevoda / SS-18 Satan
  - RT-23 Molodets / SS-24 Scalpel
  - RT-2PM Topol / 15Zh58 / SS-25 Sickle
  - RT-2UTTKh Topol M / SS-27
  - UR-100 8K84 / SS-11 Sego
  - UR-100N 15A30 / SS-19 Stiletto
- Søbaserede:
  - SS-N-4 Sark R-13
  - SS-N-6 "Serb" R-27
  - Volna (missil) henholdsvis R-29 SS-N-18 Stingray
  - SS-N-20 Sturgeon R-39 (missil)
  - SS-N-30 Bulava

### Kina
Specifikke kinesiske ICBM-typer, også kaldet Dong Feng ("Østvinden").
- DF-3 — aflyst.
- DF-5 CSS-4 — silo-baseret
- DF-6 — aflyst
- DF-22 — aflyst i 1995.
- DF-31 CSS-9 — også mobil
- DF-41 CSS-X-10 — under udvikling.

### Indien
- Agni-IV (under udvikling)
- Surya-I (under udvikling)
- Surya-II (under udvikling)

### Israel
- Jericho III — 6,000-7,800 km rækkevidde (usikkert), formodes for at være stationeret over det meste af Israel.

### Nordkorea
- Landbaserede:
  - No-dong-B (foreløbig betegnelse)
  - Taepodong-1
  - Taepodong-2 estimeret 5,000 – 6,000 km rækkevidde

### Storbritannien
- (søbaserede, ubåde):
  - Polaris (SLBM) (amerikanske missiler med britiske sprænghoveder)
  - Trident (SLBM) II (amerikanske missiler med britiske sprænghoveder)

### Frankrig
- (søbaserede, ubåde):
  - M-45
  - M-5 (kun planlagt)
  - M 51